# Metopius pectoralis
Metopius pectoralis là một loài tò vò trong họ Ichneumonidae.